# Frank Burton (cầu thủ bóng đá, sinh 1865)
Frank Ernest Burton (18 tháng 3 năm 1865 – 10 tháng 2 năm 1948) là một cầu thủ bóng đá người Anh, thi đấu ở vị trí inside right.

## Sự nghiệp
Sinh ra ở Nottingham, Burton thi đấu chuyên nghiệp cho Nottingham Forest, và có 1 lần ra sân cho đội tuyển quốc gia Anh in 1889.